# Enshakushanna
Enshakushanna, o Enshagsagana, En-shag-kush-ana, Enukduanna, En-Shakansha-Ana (in sumero 𒂗𒊮𒊨𒀭𒈾, en-sha3-kush2-an-na; 2370 a.C. circa – 2290 a.C. circa), è stato re di Uruk intorno alla metà del III millennio a.C.
Nominato nella lista reale sumerica, la quale afferma che il suo regno è durato 60 anni, e fa parte della seconda dinastia di Uruk. Conquistò Hamazi, Akkad, Kish e Nippur, rivendicando l'egemonia su tutta Sumer.

## Titolatura
Enshakushanna ha adottato il titolo sumero di en ki-en-gi lugal kalam (𒂗 𒆠𒂗𒄀 𒈗 𒌦) che può essere tradotto come "signore di Sumer e re di tutto il paese" (che forse vuol dire en della regione di Uruk e lugal della regione di Ur"), e potrebbe corrispondere al titolo adottato da sovrani a lui successivi di lugal ki-en-gi ki-uri, ossia "Re di Sumer e Akkad" che alla fine arrivò a significare sovranità sulla Mesopotamia nel suo insieme.

## Regno
Il regno di Enshakushanna è in gran parte caratterizzato dalle sue campagne militari, la più importante delle quali fu contro Kish e Akshak. Il suo attacco a queste due città è attestato in un testo presente su una ciotola di pietra rinvenuta a Nippur, sulla quale si legge:
Enshakushanna, signore della terra di Sumer e re della nazione
quando gli dèi glielo comandarono,
ha saccheggiato Kish
(e) catturato Enbi-Ishtar, re di Kish.
Capo di Kish e capo di Akshak,
(quando) entrambe le loro città furono distrutte...
(Lacuna) in (?) [..] tornò da loro,
ma [egli] dedicò le loro statue, i loro metalli preziosi e il lapislazzuli, il loro legname e il loro tesoro, al dio Enlil a [N]ippur.»
( CDLI-Archival view of P431228, su cdli.ucla.edu. URL consultato il 22 aprile 2022.)
Molti studiosi hanno attribuito alle guerre di Enshakushanna gli strati EDIIIb del Palazzo A e dell'edificio Plano-Convex a Kish: è in questo strato che gli scavi archeologici hanno messo in evidenza una "pervasiva e violenta distruzione della città di Kish alla fine dell'ED IIIb".
Oltre alle sue campagne militari nel nord, Enshakushanna è conosciuto anche per aver attaccato Akkad.

### Successione
A Uruk, Enshakushanna venne succeduto da suo figlio Lugal-kinishe-dudu, anche se l'egemonia sulla regione sembra essere passata in quel momento e per un breve periodo a Eannatum di Lagash. Lugal-kinishe-dudu si alleò in seguito con Entemena, un successore di Eannatum, contro Umma, la città rivale di Lagash.

## Iscrizioni
Sono note diverse iscrizioni su Enshakushanna. Una tavoletta — conservata all'Ermitage a San Pietroburgo — porta una dedica a suo nome:

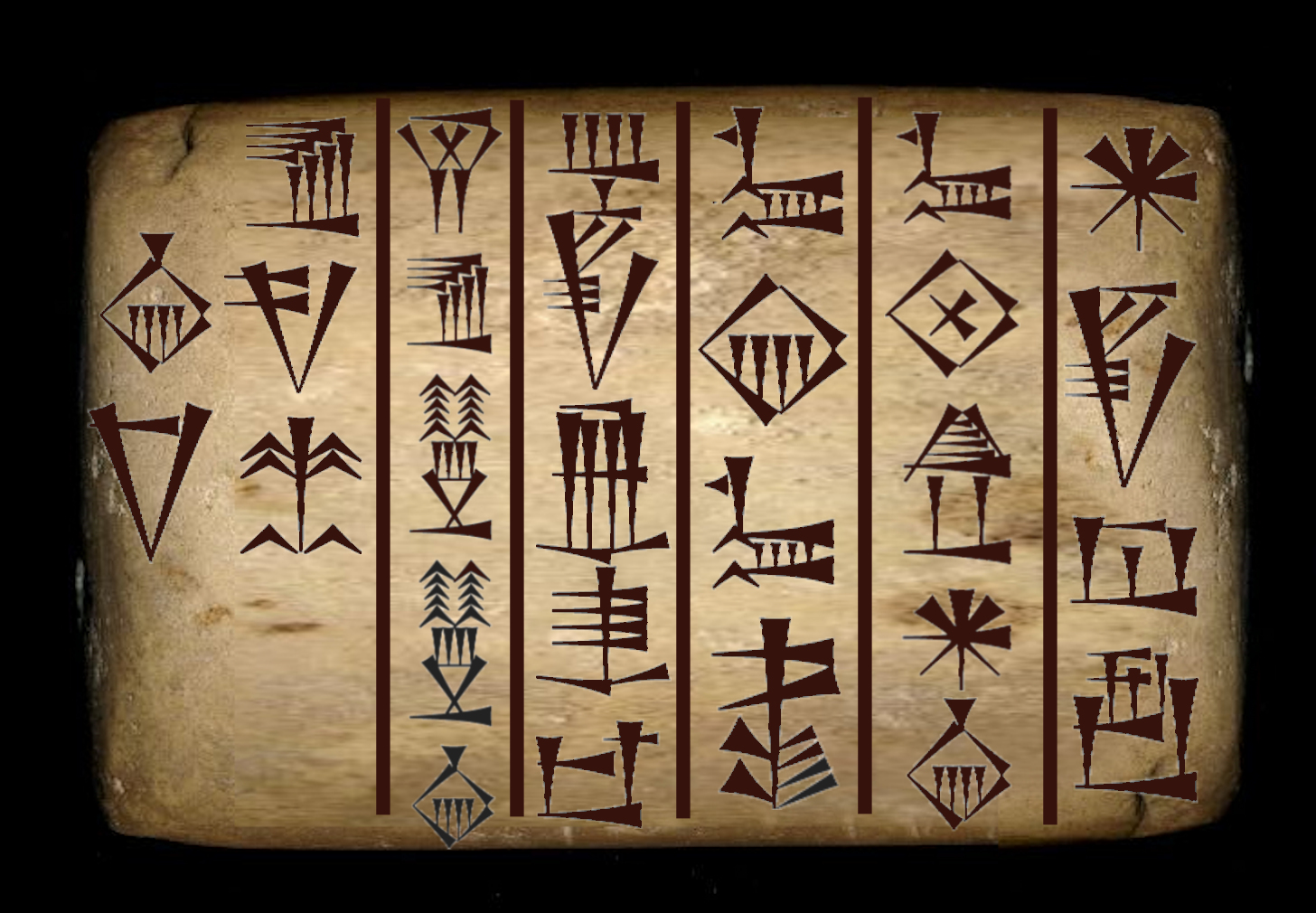
Ricostruzione della tavoletta dedicatoria per Re Enshakushanna, Ermitage, San Pietroburgo (Erm 14375)

DLU2-KU-ra / en-sha3-kush2-an-na / en ki-en-gi / lugal kalam-ma / dumu e2-li-li-na#? / e2-ni mu-na-du3»
(Tavoletta dedicatoria per Re Enshakushanna, Ermitage, San Pietroburgo, Erm 14375.)
L'iscrizione afferma che suo padre era "Elilina", forse riferendosi al re Elulu di Ur.